# Standard skalárszorzat
A standard skalárszorzat a matematikában általában használt skalárszorzat véges dimenziós valós, illetve komplex vektorterekben. Segítségével bevezethető a merőlegesség, a szög fogalma a koordinátageometriába, illetve általánosítható négy, illetve magasabb dimenziókba. Ahogy más skalárszorzatok, valós esetben a standard skalárszorzat pozitív definit szimmetrikus bilineáris forma, komplex esetben pozitív definit hermitikus szeszkvilineáris forma, én invariáns ortogonális, illetve unitér transzformációkra. A skalárszorzatból származtatható norma is, amivel definiálható a hossz és a távolság.

## Valós eset

### Definíció
Legyenek {\displaystyle x,y\in \mathbb {R} ^{n}} vektorok úgy, hogy {\displaystyle x=(x_{1},x_{2},\dotsc ,x_{n})^{T}} és {\displaystyle y=(y_{1},y_{2},\dotsc ,y_{n})^{T}}. Ekkor standard skalárszorzatuk
{\displaystyle \langle x,y\rangle :=x_{1}y_{1}+x_{2}y_{2}+\dotsb +x_{n}y_{n}=\sum _{i=1}^{n}x_{i}y_{i}=x^{T}y},
ahol  {\displaystyle x^{T}} az {\displaystyle x} vektor transzponáltja. Ennek a szorzatnak az eredménye egy valós szám. Alternatívan, a hegyes zárójelek mellett használják még az {\displaystyle x\cdot y} jelölést is.

### Példa
A háromdimenziós térben az {\displaystyle x=(1,2,{-}3)^{T}} és {\displaystyle y=(5,{-}4,1)^{T}} vektorok standard skalárszorzata
{\displaystyle \langle x,y\rangle =1\cdot 5+2\cdot (-4)+(-3)\cdot 1=5-8-3={-}6}.

### Tulajdonságok
A standard skalárszorzat természetes módon teljesíti a skalárszorzat tulajdonságait. Bilineáris, azaz lineáris az első argumentumában
{\displaystyle \langle \lambda x,y\rangle =(\lambda x_{1})y_{1}+\dotsb +(\lambda x_{n})y_{n}=\lambda (x_{1}y_{1}+\dotsb +x_{n}y_{n})=\lambda \langle x,y\rangle }   és
{\displaystyle \langle x+y,z\rangle =(x_{1}+y_{1})z_{1}+\dotsb +(x_{n}+y_{n})z_{n}=(x_{1}z_{1}+\dotsb +x_{n}z_{n})+(y_{1}z_{1}+\dotsb +y_{n}z_{n})=\langle x,z\rangle +\langle y,z\rangle },
és a másodikban
{\displaystyle \langle x,\lambda y\rangle =x_{1}(\lambda y_{1})+\dotsb +x_{n}(\lambda y_{n})=\lambda (x_{1}y_{1}+\dotsb +x_{n}y_{n})=\lambda \langle x,y\rangle }   és
{\displaystyle \langle x,y+z\rangle =x_{1}(y_{1}+z_{1})+\dotsb +x_{n}(y_{n}+z_{n})=(x_{1}y_{1}+\dotsb +x_{n}y_{n})+(x_{1}z_{1}+\dotsb +x_{n}z_{n})=\langle x,y\rangle +\langle x,z\rangle }.
továbbá szimmetrikus, mivel
{\displaystyle \langle x,y\rangle =x_{1}y_{1}+\dotsb +x_{n}y_{n}=y_{1}x_{1}+\dotsb +y_{n}x_{n}=\langle y,x\rangle },
és pozitív definit, hiszen
{\displaystyle \langle x,x\rangle =x_{1}^{2}+\dotsb +x_{n}^{2}\geq 0} und
{\displaystyle \langle x,x\rangle =0\Leftrightarrow x_{1}^{2}+\dotsb +x_{n}^{2}=0\Leftrightarrow x_{1}^{2}=\dotsb =x_{n}^{2}=0\Leftrightarrow x=0}.

## Komplex eset
Legyenek {\displaystyle x,y\in \mathbb {C} ^{n}} komplex vektorok egy véges dimenziós komplex vektortérben. Ekkor standard skalárszorzatuk kétféleképpen definiálható:
{\displaystyle \langle x,y\rangle :={\bar {x}}_{1}y_{1}+{\bar {x}}_{2}y_{2}+\dotsb +{\bar {x}}_{n}y_{n}=\sum _{i=1}^{n}{\bar {x}}_{i}y_{i}=x^{H}y}
illetve
{\displaystyle \langle x,y\rangle :=x_{1}{\bar {y}}_{1}+x_{2}{\bar {y}}_{2}+\dotsb +x_{n}{\bar {y}}_{n}=\sum _{i=1}^{n}x_{i}{\bar {y}}_{i}=y^{H}x},
ahol a felülvonás a komplex konjugálást jelöli, és {\displaystyle x^{H}} az {\displaystyle x} vektorhoz adjungált vektor. Mindkét konvenció szerint az eredmény egy komplex szám, melyek csak konjugálásban különböznek, mivel {\displaystyle x^{H}y=(y^{H}x)^{H}}.

### Példák
Legyenek {\displaystyle x=(i,2-i)^{T}} és {\displaystyle y=(i-1,2)^{T}} vektorok a kétdimenziós komplex térben. Az első változat szerint
{\displaystyle \langle x,y\rangle ={\bar {i}}\cdot (i-1)+{\overline {(2-i)}}\cdot 2=-i\cdot (i-1)+(2+i)\cdot 2=(1+i)+(4+2i)=5+3i}
és a második változat szerint ennek konjugáltja,
{\displaystyle \langle x,y\rangle =i\cdot {\overline {(i-1)}}+(2-i)\cdot {\bar {2}}=i\cdot (-i-1)+(2-i)\cdot 2=(1-i)+(4-2i)=5-3i}.

### Tulajdonságok
Teljesülnek a skalárszorzattól elvárt tulajdonságok. A következő tulajdonságokat az első változaton mutatjuk be; a másodikra hasonlók állnak fenn.  Az első változat szerint az első tényezőben konjugálunk, úgyhogy szemilineáris az első argumentumában,
{\displaystyle \langle \lambda x,y\rangle =(\lambda x)^{H}y={\bar {\lambda }}(x^{H}y)={\bar {\lambda }}\langle x,y\rangle }   és
{\displaystyle \langle x+y,z\rangle =(x+y)^{H}z=x^{H}z+y^{H}z=\langle x,z\rangle +\langle y,z\rangle },
illetve lineáris a másodikban:
{\displaystyle \langle x,\lambda y\rangle =x^{H}(\lambda y)=\lambda (x^{H}y)=\lambda \langle x,y\rangle }   und
{\displaystyle \langle x,y+z\rangle =x^{H}(y+z)=x^{H}y+x^{H}z=\langle x,y\rangle +\langle x,z\rangle }.
továbbá hermitikus, mivel
{\displaystyle \langle x,y\rangle =x^{H}y=(y^{H}x)^{H}={\overline {\langle y,x\rangle }}},
és pozitív definit, hiszen
{\displaystyle \langle x,x\rangle =x^{H}x=|x_{1}|^{2}+\dotsb +|x_{n}|^{2}\geq 0} und
{\displaystyle \langle x,x\rangle =0\Leftrightarrow x^{H}x=0\Leftrightarrow |x_{1}|^{2}+\dotsb +|x_{n}|^{2}=0\Leftrightarrow |x_{1}|^{2}=\dotsb =|x_{n}|^{2}=0\Leftrightarrow x_{1}=\dotsb =x_{n}=0\Leftrightarrow x=0},
ahol {\displaystyle |\cdot |} a komplex abszolútérték. A második változat tulajdonságai hasonlóak, de az első tényező helyett a másodikban kell konjugálni, ami azt jelenti, hogy lineáris az első és szemilineáris a második argumentumban. Valós esetekre leszűkítve visszakapjuk a valós skalárszorzatot: a valós számok önmaguk konjugáltjai, az adjungálás pedig a transzponáltat adja.

## Tulajdonságok

### Cauchy–Schwarz-egyenlőtlenség
Mint minden skalárszorzat, úgy a standard skalárszorzat is teljesíti a Cauchy–Schwarz-egyenlőtlenséget, ami azt jelenti, hogy minden  {\displaystyle x,y\in {\mathbb {K} }^{n}} esetén, ahol {\displaystyle {\mathbb {K} }=\mathbb {R} } vagy {\displaystyle {\mathbb {K} }=\mathbb {C} }, teljesül, hogy
{\displaystyle \left|\langle x,y\rangle \right|^{2}\leq \langle x,x\rangle \cdot \langle y,y\rangle }.
Valós esetben az abszolútérték jelek elhagyhatók. A Cauchy–Schwarz-egyenlőtlenség a lineáris algebra és az analízis egyik központi egyenlőtlensége. Például következik belőle a  {\displaystyle \langle \cdot ,\cdot \rangle \colon {\mathbb {K} ^{n}}\times {\mathbb {K} ^{n}}\rightarrow {\mathbb {K} }} standard skalárszorzat folytonossága.

### Eltolási tulajdonság
Minden {\displaystyle A\in \mathbb {R} ^{m\times n}} mátrixra és minden {\displaystyle x\in \mathbb {R} ^{n},y\in \mathbb {R} ^{m}} vektorra:
{\displaystyle \langle Ax,y\rangle =(Ax)^{T}y=x^{T}A^{T}y=x^{T}(A^{T}y)=\langle x,A^{T}y\rangle },
ahol {\displaystyle A^{T}} az {\displaystyle A} mátrix transzponáltja. Hasonlóan, minden {\displaystyle A\in \mathbb {C} ^{m\times n}} komplex mátrixra és {\displaystyle x\in \mathbb {C} ^{n},y\in \mathbb {C} ^{m}} vektorra
{\displaystyle \langle Ax,y\rangle =(Ax)^{H}y=x^{H}A^{H}y=x^{H}(A^{H}y)=\langle x,A^{H}y\rangle },
ahol {\displaystyle A^{H}} az {\displaystyle A}-hoz adjungált mátrix.

### Unitér invariancia
A valós skalárszorzat nem változik ortogonális transzformáció hatására, ami azt jelenti, hogy ha {\displaystyle A\in {\mathbb {R} }^{n\times n}} ortogonális, akkor teljesül rá az
{\displaystyle \langle Ax,Ay\rangle =\langle x,A^{T}Ay\rangle =\langle x,A^{-1}Ay\rangle =\langle x,Iy\rangle =\langle x,y\rangle },
eltolási tulajdonság, ahol {\displaystyle A^{-1}} a mátrix inverze, és {\displaystyle I} az {\displaystyle n\times n}-es egységmátrix. Az ortogonális transzformációk tipikusan origó körüli forgatások, illetve origón átmenő síkra való tükrözések. Analóg módon a komplex skalárszorzat invariáns az unitér transzformációkra, vagyis ha {\displaystyle A\in {\mathbb {C} }^{n\times n}} unitér mátrix, akkor
{\displaystyle \langle Ax,Ay\rangle =\langle x,A^{H}Ay\rangle =\langle x,A^{-1}Ay\rangle =\langle x,Iy\rangle =\langle x,y\rangle }.

## Származtatott fogalmak

### Szög
A valós skalárszorzattal meghatározható két vektor közötti szög. Legyenek {\displaystyle x,y\in {\mathbb {R} }^{n}\setminus \{0\}}, ekkor az általuk közrezárt {\displaystyle \varphi } szög
{\displaystyle \cos(\varphi )={\frac {\langle x,y\rangle }{{\sqrt {\langle x,x\rangle }}\,{\sqrt {\langle y,y\rangle }}}}={\frac {x_{1}y_{1}+\dotsb +x_{n}y_{n}}{{\sqrt {x_{1}^{2}+\dotsb +x_{n}^{2}}}\,{\sqrt {y_{1}^{2}+\dotsb +y_{n}^{2}}}}}}
A Cauchy–Schwarz-egyenlőtlenség miatt a tört nevezője legalább akkora, mint a számláló abszolútértéke, így a {\displaystyle \varphi } szög 
a {\displaystyle [0,\pi ]} intervallumba esik, azaz {\displaystyle 0^{\circ }} és {\displaystyle 180^{\circ }} közötti. Hogyha {\displaystyle x} és {\displaystyle y} egységvektorok, akkor az általuk közrezárt szög koszinusza éppen a skalárszorzatuk. A komplex vektorok által közrezárt szögekre különböző definíciók léteznek.

### Ortogonalitás
Ahogy a valós, úgy a komplex vektorok is ortogonálisak, ha standard skalárszorzatuk
{\displaystyle \langle x,y\rangle =0}
Ekkor a képlet alapján {\displaystyle \varphi =\arccos 0={\tfrac {\pi }{2}}=90^{\circ }}, ha egyik sem nullvektor. Ha pedig valamelyik nullvektor, akkor definíció szerint tetszőleges irányú, tehát tekinthetjük merőlegesnek a másik vektorra.
Ha tekintünk egy origón átmenő egyenest, síkot, vagy általánosabban egy {\displaystyle k} dimenziós {\displaystyle U} alteret az {\displaystyle n} dimenziós valós vagy komplex térben, és {\displaystyle \{u_{1},\dotsc ,u_{k}\}} ortonormált bázis {\displaystyle U}-ban, akkor
{\displaystyle y=\langle x,u_{1}\rangle u_{1}+\dotsb +\langle x,u_{k}\rangle u_{k}\in U}
a kiindulási tér egy {\displaystyle x} vektorának ortogonális projekciója. Ekkor az {\displaystyle x-y} különbségvektor {\displaystyle U} ortogonális komplementerében van, tehát merőleges az {\displaystyle U} altér minden vektorára, vagyis {\displaystyle \langle x-y,u\rangle =0} minden {\displaystyle u\in U} vektorra.

### Norma
A standard skalárszorzat által indukált norma az
{\displaystyle \|x\|={\sqrt {\langle x,x\rangle }}={\sqrt {|x_{1}|^{2}+|x_{2}|^{2}+\dotsb +|x_{n}|^{2}}}}
euklideszi norma. Ez jóldefiniált, mert egy vektor önmagával vett skalárszorzata mindig valós és nemnegatív. Valós esetben az abszolútérték elhagyható. Az euklideszi norma megfeleltethető a vektor hosszának.

### Metrika
Az euklideszi normából, mint hosszúságból metrika származtatható, tehát távolságot is tudunk mérni:
{\displaystyle d(x,y)=\|x-y\|={\sqrt {\langle x-y,x-y\rangle }}={\sqrt {|x_{1}-y_{1}|^{2}+\dotsb +|x_{n}-y_{n}|^{2}}}}
Valós esetben az abszolútérték elhagyható. A metrikából topológia származtatható, {\displaystyle \mathbb {R} ^{n}}, illetve {\displaystyle \mathbb {C} ^{n}} standard topológiája.

## Általánosítások

### Véges dimenzió
A skalárszorzat eddigi fogalma átvihető az {\displaystyle \mathbb {R} ^{n}} illetve {\displaystyle \mathbb {C} ^{n}} standard vektorterekről általánosabb véges {\displaystyle n} dimenziós valós vagy komplex vektorterekre. Ha {\displaystyle \{e_{1},\dotsc ,e_{n}\}} ortonormált bázis {\displaystyle V}-ben egy tetszőleges {\displaystyle \langle \cdot ,\cdot \rangle } skalárszorzat szerint, akkor minden {\displaystyle v\in V} előáll, mint
{\displaystyle v=\sum _{i=1}^{n}v_{i}e_{i}} ahol   {\displaystyle v_{i}=\langle v,e_{i}\rangle } minden {\displaystyle i=1,\dotsc ,n}-re,
ahol {\displaystyle v_{i}e_{i}} a vektor komponensei, és {\displaystyle v_{i}\in {\mathbb {K} }} a vektor koordinátái ebben a bázisban. A koordináták a vektor ortogonális vetületeinek hossza a bázisvektorok irányában. Ekkor a {\displaystyle v,w\in V} vektorok skalárszorzata számítható, mint
{\displaystyle \langle v,w\rangle =\left\langle \sum _{i=1}^{n}v_{i}e_{i},\sum _{j=1}^{n}w_{j}e_{j}\right\rangle =\sum _{i=1}^{n}\sum _{j=1}^{n}{\bar {v}}_{i}w_{j}\langle e_{i},e_{j}\rangle =\sum _{i=1}^{n}{\bar {v}}_{i}w_{i}}
Ha a mátrixokat megfelelő hosszú vektorokként fogjuk fel, akkor a skalárszorzat felfogható a mátrixok Frobenius-skalárszorzataként. 

### Sorozatterek
A standard skalárszorzat általánosítható sorozatterekre, így végtelen dimenziós vektorterekre is; azonban nem jöhet számításba az összes végtelen sorozatot tartalmazó vektortér, hiszen a skalárszorzatnak végesnek kell lennie. A jelen példa az {\displaystyle \ell ^{2}} valós vagy komplex sorozatteret tekinti, melynek elemei azok az {\displaystyle (a_{i})_{i\in \mathbb {N} }=(a_{1},a_{2},\dotsc )\in {\mathbb {K} }^{\mathbb {N} }} valós vagy komplex értékű sorozatok, melyekre
{\displaystyle \sum _{i=1}^{\infty }|a_{i}|^{2}<\infty }
Legyen {\displaystyle (a_{i})_{i\in \mathbb {N} },(b_{i})_{i\in \mathbb {N} }\in \ell ^{2}} két ilyen sorozat, ekkor {\displaystyle \ell ^{2}}-skalárszorzatuk:
{\displaystyle \left\langle (a_{i}),(b_{i})\right\rangle _{\ell ^{2}}=\sum _{i=1}^{\infty }{\bar {a}}_{i}b_{i}}
Általánosabb, választhatunk a természetes számok helyett egy {\displaystyle I} indexhalmazt, és tekintheti az {\displaystyle \ell ^{2}(I)} tereket, amik az {\displaystyle I}-ben négyzetesen összegezhető sorozatok tere. Ekkor definiálható az
{\displaystyle \left\langle (a_{i}),(b_{i})\right\rangle _{\ell ^{2}(I)}=\sum _{i\in I}{\bar {a}}_{i}b_{i}}.
skalárszorzat. Ebből a másik komplex változat konjugálással, a valós eset pedig a konjugálás elhagyásával kapható.

## Fordítás
Ez a szócikk részben vagy egészben  a   Standardskalarprodukt című német Wikipédia-szócikk fordításán alapul.  Az eredeti cikk szerkesztőit annak laptörténete sorolja fel. Ez a jelzés csupán a megfogalmazás eredetét és a szerzői jogokat jelzi, nem szolgál a cikkben szereplő információk forrásmegjelöléseként.